# الدوري السلوفيني لكرة القدم 1933–34
الدوري السلوفيني لكرة القدم 1933–34 هو موسم من الدوري السلوفيني لكرة القدم ‏. فاز فيه ND Ilirija 1911 ‏.